# Spaniens Grand Prix 2010
Spaniens Grand Prix 2010, officiellt Formula 1 Gran Premio de España Telefónica 2010, var en Formel 1-tävling som hölls den 9 maj 2010 på Circuit de Catalunya i Katalonien, Spanien. Det var den femte tävlingen av Formel 1-säsongen 2010 och kördes över 66 varv. Vinnare av loppet blev Mark Webber för Red Bull, tvåa blev Fernando Alonso för Ferrari och trea blev Sebastian Vettel för Red Bull.

## Kvalet

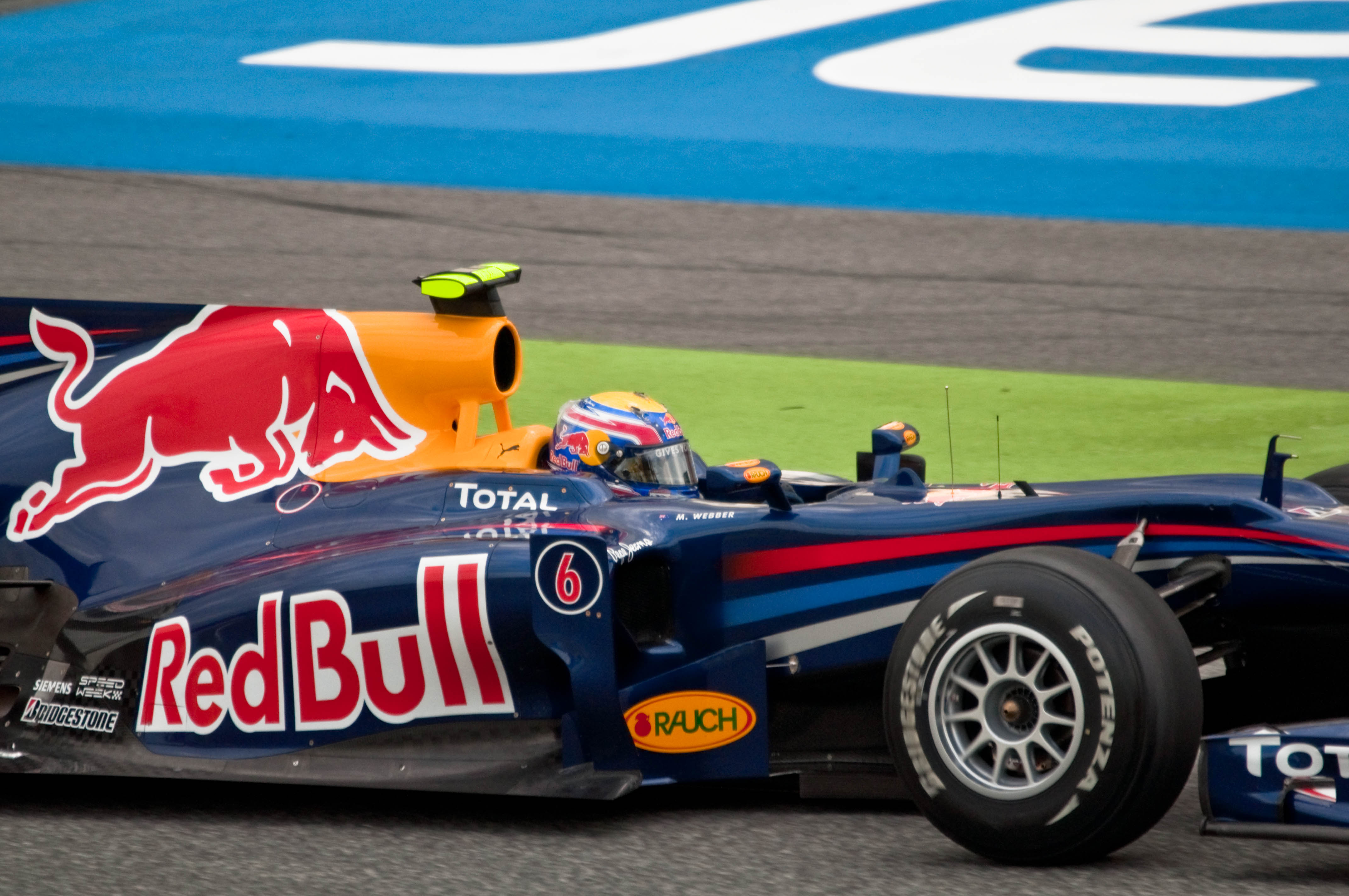
Mark Webber tog pole position.

| KR. | Nr | Förare             | Konstruktör          | Q1       | Q2       | Q3       | Grid |
| --- | -- | ------------------ | -------------------- | -------- | -------- | -------- | ---- |
| 1   | 6  | Mark Webber        | Red Bull-Renault     | 1.21,412 | 1.20,655 | 1.19,995 | 1    |
| 2   | 5  | Sebastian Vettel   | Red Bull-Renault     | 1.21,680 | 1.20,772 | 1.20,101 | 2    |
| 3   | 2  | Lewis Hamilton     | McLaren-Mercedes     | 1.21,723 | 1.21,415 | 1.20,829 | 3    |
| 4   | 8  | Fernando Alonso    | Ferrari              | 1.21,957 | 1.21,549 | 1.20,937 | 4    |
| 5   | 1  | Jenson Button      | McLaren-Mercedes     | 1.21,915 | 1.21,168 | 1.20,991 | 5    |
| 6   | 3  | Michael Schumacher | Mercedes             | 1.22,528 | 1.21,557 | 1.21,294 | 6    |
| 7   | 11 | Robert Kubica      | Renault              | 1.22,488 | 1.21,599 | 1.21,353 | 7    |
| 8   | 4  | Nico Rosberg       | Mercedes             | 1.22,419 | 1.21,867 | 1.21,408 | 8    |
| 9   | 7  | Felipe Massa       | Ferrari              | 1.22,564 | 1.21,841 | 1.21,585 | 9    |
| 10  | 23 | Kamui Kobayashi    | BMW Sauber-Ferrari   | 1.22,577 | 1.21,725 | 1.21,984 | 10   |
| 11  | 14 | Adrian Sutil       | Force India-Mercedes | 1.22,628 | 1.21,985 |          | 11   |
| 12  | 22 | Pedro de la Rosa   | BMW Sauber-Ferrari   | 1.22,211 | 1.22,026 |          | 12   |
| 13  | 10 | Nico Hülkenberg    | Williams-Cosworth    | 1.22,857 | 1.22,131 |          | 13   |
| 14  | 12 | Vitalij Petrov     | Renault              | 1.22,976 | 1.22,139 |          | 191  |
| 15  | 16 | Sébastien Buemi    | Toro Rosso-Ferrari   | 1.22,699 | 1.22,191 |          | 14   |
| 16  | 17 | Jaime Alguersuari  | Toro Rosso-Ferrari   | 1.22,593 | 1.22,207 |          | 15   |
| 17  | 15 | Vitantonio Liuzzi  | Force India-Mercedes | 1.23,084 | 1.22,854 |          | 16   |
| 18  | 9  | Rubens Barrichello | Williams-Cosworth    | 1.23,125 |          |          | 17   |
| 19  | 18 | Jarno Trulli       | Lotus-Cosworth       | 1.24,674 |          |          | 18   |
| 20  | 19 | Heikki Kovalainen  | Lotus-Cosworth       | 1.24,748 |          |          | 20   |
| 21  | 24 | Timo Glock         | Virgin-Cosworth      | 1.25,475 |          |          | 222  |
| 22  | 25 | Lucas di Grassi    | Virgin-Cosworth      | 1.25,556 |          |          | 232  |
| 23  | 20 | Karun Chandhok     | HRT-Cosworth         | 1.26,750 |          |          | 242  |
| 24  | 21 | Bruno Senna        | HRT-Cosworth         | 1.27,122 |          |          | 21   |

| Vidare från första kvalrundan ▬▬ Vidare från andra kvalrundan ▬▬ |

- ^1  — Vitalij Petrov fick fem platsers nedflyttning för ett otillåtet växellådsbyte.
- ^2  — Timo Glock, Lucas di Grassi och Karun Chandhokfick vardera fem platsers nedflyttning för otillåtna växellådsförändringar.

## Loppet

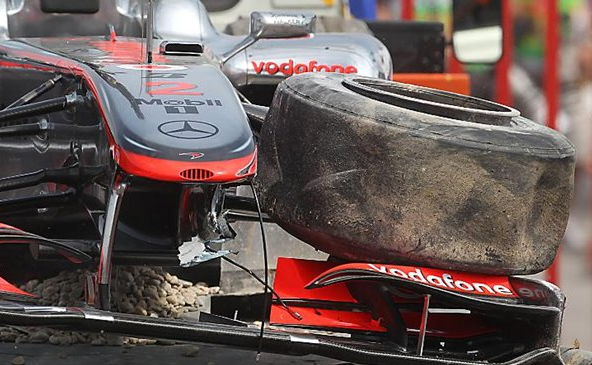
Lewis Hamilton fick punktering, vilket följdes av en krock, på det näst sista varvet. Han låg då tvåa men slutade på en 14:e placering.

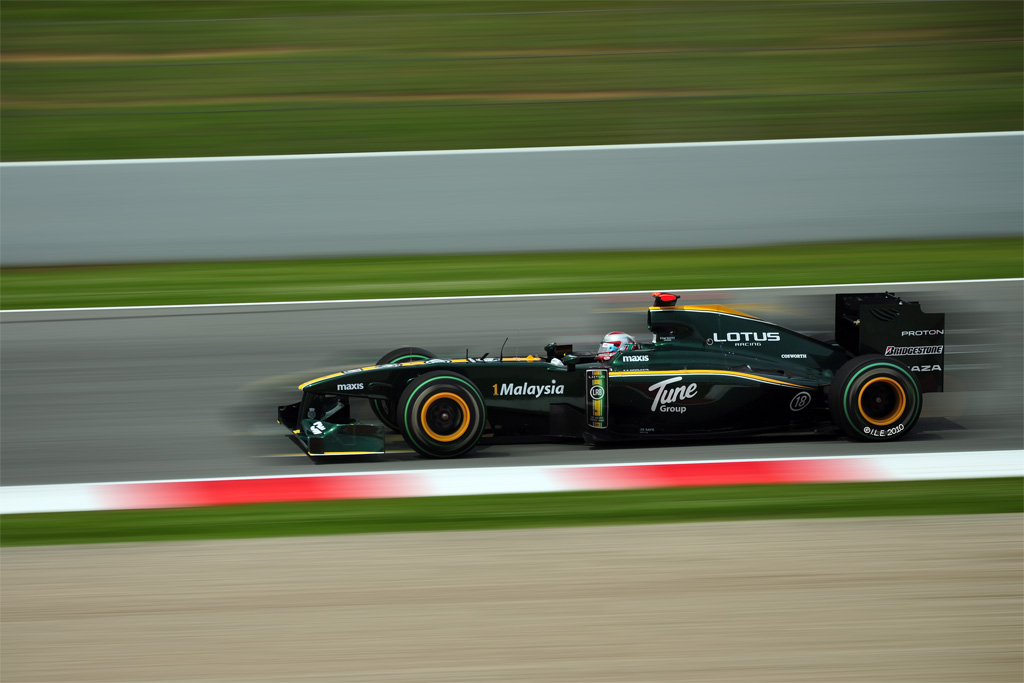
Jarno Trulli kom i mål tre varv efter.

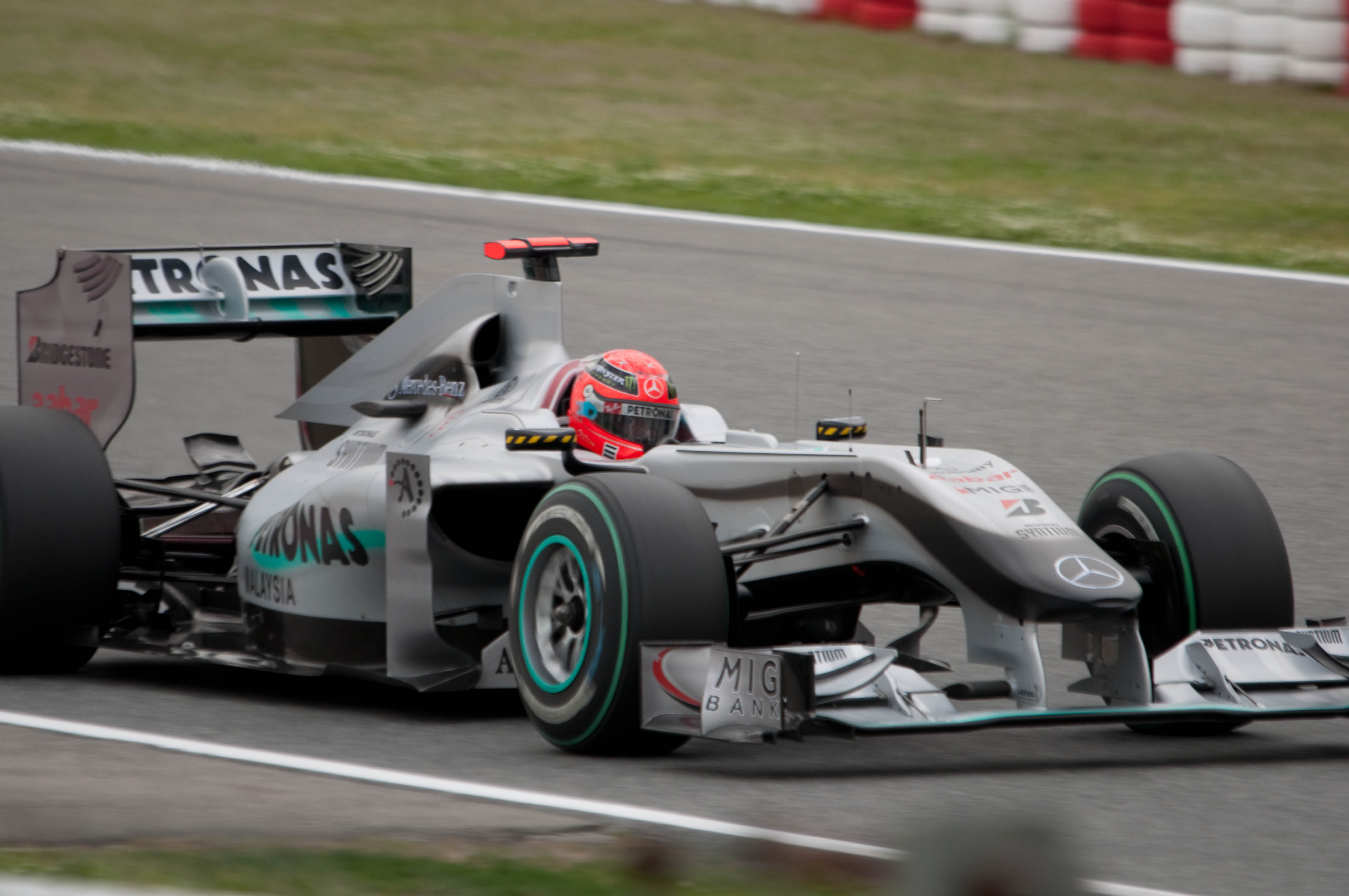
Michael Schumacher nådde sin dittills bästa placering under säsongen.

| Pos. | Nr | Förare             | Konstruktör          | Varv | Tid               | Grid | P  |
| ---- | -- | ------------------ | -------------------- | ---- | ----------------- | ---- | -- |
| 1    | 6  | Mark Webber        | Red Bull-Renault     | 66   | 1:35.44,101       | 1    | 25 |
| 2    | 8  | Fernando Alonso    | Ferrari              | 66   | +24,065           | 4    | 18 |
| 3    | 5  | Sebastian Vettel   | Red Bull-Renault     | 66   | +51,338           | 2    | 15 |
| 4    | 3  | Michael Schumacher | Mercedes             | 66   | +1.02,195         | 6    | 12 |
| 5    | 1  | Jenson Button      | McLaren-Mercedes     | 66   | +1.03,728         | 5    | 10 |
| 6    | 7  | Felipe Massa       | Ferrari              | 66   | +1.05,767         | 9    | 8  |
| 7    | 14 | Adrian Sutil       | Force India-Mercedes | 66   | +1.12,941         | 11   | 6  |
| 8    | 11 | Robert Kubica      | Renault              | 66   | +1.13,677         | 7    | 4  |
| 9    | 9  | Rubens Barrichello | Williams-Cosworth    | 65   | +1 varv           | 17   | 2  |
| 10   | 17 | Jaime Alguersuari  | Toro Rosso-Ferrari   | 65   | +1 varv           | 15   | 1  |
| 11   | 12 | Vitalij Petrov     | Renault              | 65   | +1 varv           | 19   |    |
| 12   | 23 | Kamui Kobayashi    | BMW Sauber-Ferrari   | 65   | +1 varv           | 10   |    |
| 13   | 4  | Nico Rosberg       | Mercedes             | 65   | +1 varv           | 8    |    |
| 14   | 2  | Lewis Hamilton     | McLaren-Mercedes     | 64   | Hjul              | 3    |    |
| 15   | 15 | Vitantonio Liuzzi  | Force India-Mercedes | 64   | Motor             | 16   |    |
| 16   | 10 | Nico Hülkenberg    | Williams-Cosworth    | 64   | +2 varv           | 13   |    |
| 17   | 18 | Jarno Trulli       | Lotus-Cosworth       | 63   | +3 varv           | 18   |    |
| 18   | 24 | Timo Glock         | Virgin-Cosworth      | 63   | +3 varv           | 22   |    |
| 19   | 25 | Lucas di Grassi    | Virgin-Cosworth      | 62   | +4 varv           | 23   |    |
| DNF  | 16 | Sébastien Buemi    | Toro Rosso-Ferrari   | 44   | Hydraulik         | 14   |    |
| DNF  | 20 | Karun Chandhok     | HRT-Cosworth         | 30   | Kollisions skador | 24   |    |
| DNF  | 22 | Pedro de la Rosa   | BMW Sauber-Ferrari   | 20   | Kollisions skador | 12   |    |
| DNF  | 21 | Bruno Senna        | HRT-Cosworth         | 0    | Olycka            | 21   |    |
| DNS  | 19 | Heikki Kovalainen  | Lotus-Cosworth       | 0    | Växellåda         | 20   |    |

| Förare och stall som tog poäng ▬▬ |

## Ställning efter loppet
| Pos. | Förare           | Poäng |
| ---- | ---------------- | ----- |
| 1    | Jenson Button    | 70    |
| 2    | Fernando Alonso  | 67    |
| 3    | Sebastian Vettel | 60    |
| 4    | Mark Webber      | 53    |
| 5    | Nico Rosberg     | 50    |

| Pos. | Konstruktör      | Poäng |
| ---- | ---------------- | ----- |
| 1    | McLaren-Mercedes | 119   |
| 2    | Ferrari          | 116   |
| 3    | Red Bull-Renault | 113   |
| 4    | Mercedes         | 72    |
| 5    | Renault          | 50    |

- Notering: Endast de fem bästa placeringarna i vardera mästerskap finns med på listorna.